# MomoCon
MomoCon là hội chợ thường niên dành cho người hâm mộ, được diễn ra vào tháng ba hoặc tháng năm tại thành phố Atlanta, ở tiểu bang Georgia của Mỹ.
Từ khi bắt đầu đến năm 2011, hội chợ được tổ chức trong khuôn viên của học viện Công nghệ Georgia; năm đầu tiên nó được tổ chức tại tòa nhà trung tâm sinh viên của đại học. Năm 2006, hội chợ mở rộng thêm nhiều hoạt động, phần lớn là các giải đấu trò chơi video tại trung tâm giảng dạy gần đó. Năm 2011, nó được tổ chức tại quảng trường công nghệ, đến năm 2012 thì chuyển đến khách sạn Atlanta Marriott Marquis.
MomoCon gồm các hoạt động như anime, trò chơi video, Trò chơi nhập vai sống (LARP), truyện tranh trực tuyến, truyện tranh, cosplay, trò chơi bài, trò chơi bàn cờ, khoa học viễn tưởng, chế tác đạo cụ, cùng những thứ khác.
Từ năm 2005 đến 2011, MomoCon không thu phí vào cửa, thay vào đó hội chợ bán áo thun và các DVD tiêu điểm sự kiện (video highlight) để gây quỹ cho năm sau. Đến năm 2012, do vấn đề chi phí gia tăng, MomoCon mới bắt đầu thu phí tham dự.

## Lịch sử
MomoCon viết tắt của "Momo Convention", tên gọi lấy cảm hứng từ việc hội chợ diễn ra tại tiểu bang Georgia, có biệt danh "bang trái đào" (Peach State) do nổi tiếng sản xuất trái đào ở Mỹ, và từ "trái đào" trong tiếng Nhật là "Momo".
Mỗi năm, MomoCon được thiết kế tương ứng với mỗi chủ đề khác nhau. Trong năm đầu tiên, hội chợ mang chủ đề "Miền nam hiếu khách" (Southern Hospitality), các áo thun được thiết kế có màu đen in hình linh vật của MomoCon do H. M. Ogburn sáng tác và vẽ minh họa. Năm 2005, MomoCon do 35 tình nguyện viên điều hành. MomoCon 2005 có hơn 30 khách mời tham dự hội chợ, nhiều nhóm thử nghiệm đặc biệt, các sự kiện đặc biệt và các buổi chiếu phim. Một bài viết về câu lạc bộ anime và hội chợ được đăng trên tạp chí Newtype USA số tháng 2 năm 2005, các quảng cáo chuyên nghiệp được nhìn thấy xung quanh khuôn viên học viện công nghệ Georgia trước khi tiến vào các bộ phim trong khuôn viên trường ở trung tâm sinh viên.
Năm 2006, các áo thun được thiết kế màu đen in hình linh vật của MomoCon trong bộ kimono màu tím đứng dưới ánh trăng, khớp với chủ đề Tsukimi (ngắm trăng). Phương châm của MomoCon 2006 là "Vì bạn không nên phải trả tiền cho chất lượng" (Because You Shouldn't Have to Pay for Quality), hội chợ có một video khai mạc là một bản nhại lại chương trình nấu ăn siêu đầu bếp, với "chủ tịch Panda" và "siêu nhân viên". Sự kiện chính của năm 2006 gồm lễ hội ngắm trăng Tsukimi với các nhân viên phục vụ mặc kimono, trò chơi mười môn phối hợp, tiệm cà phê tên Pocky Stop, một cuộc thi nghệ thuật vỉa hè nhưng bị hủy do mưa. Các khách mời gồm nhiều tác giả truyện tranh và truyện tranh trực tuyến, nữ diễn viên lồng tiếng Amy Howard Wilson của loạt phim Star Blazers đình đám và nhà thiết kế đạo cụ sân khấu Robert "Vaderpainter" Bean.
Năm 2007, áo thun mang màu hunter green in hình linh vật của MomoCon; chủ để của các nhân viên là "Gia đình". Các giải đấu trò chơi video được làm lại để có nhiều giải đấu lớn thay vì các giải đấu nhỏ và một cuộc thi trang phục lớn hơn đã được tổ chức tại tháp chuông Kessler Campanile của học viện công nghệ Georgia. Cuộc thi trang phục mới diễn ra vào đầu giờ tối, tại địa điểm tổ chức có đủ ghế ngồi cho số lượng lớn người tham dự. Các nhóm địa phương đã tổ chức các cuộc hội thảo và các hội thảo chuyên sâu tương ứng với chuyên môn của họ, có quá nhiều buổi thảo luận và hội thảo về trang phục, các buổi trình diễn nghi lễ Nhật Bản và các trò chơi thử nghiệm. Vào chủ nhật (ngày 18 tháng 3 năm 2007), hội chợ đóng cửa sớm hơn 9 tiếng vì nhiều người tham dự cố đốt pháo bên trong khu trung tâm sinh viên.
MomoCon 2008 (hội chợ lần 4) lấy chủ đề gothic kinh dị, vì trong văn hóa Nhật Bản số 4 bị coi là con số xui xẻo (do cách phát âm của hai từ 死 (chết) và 四 (số 4) trong tiếng Nhật đều giống nhau là "Shi"). Ngoài các sự kiện như các năm trước, MomoCon 2008 có thêm tiệc trà lúc chạng vạng. Vào cuối ngày Chủ nhật, thay vì lễ bế mạc, người tham dự được mời dừng chân để uống một ít trà mới pha dưới ánh sáng của những chiếc đèn lồng giấy đỏ lúc hoàng hôn và cho nhân viên ý kiến về những thứ họ muốn thấy tại sự kiện trong tương lai. Bởi vấn đề an ninh trong hội chợ năm 2007, các hội chợ MomoCon tiếp theo (bắt đầu với năm 2008) được yêu cầu phải đăng ký trước. Những người tham dự được yêu cầu xuất trình giấy tờ tùy thân có ảnh hợp lệ để vào cửa và trẻ em dưới 16 tuổi cần có người lớn đi cùng. Các huy hiệu được cung cấp và sự kiện vẫn mở cửa miễn phí cho mọi người.
Hội chợ năm 2009 lấy chủ đề khoa học viễn tưởng cổ điển. Hội chợ bổ sung thêm các sự kiện văn hóa Nhật Bản, các sự kiện nhận được hỗ trợ cộng đồng chuyên môn bởi các nhóm địa phương. Tầng hai của tòa nhà trung tâm giảng dạy trước kia chỉ dùng cho các giải đấu đã được tổ chức thêm các buổi thảo luận, hội thảo và là nơi bổ sung để trình chiếu anime. Các sự kiện đặc biệt gồm nhiều buổi chiếu các bộ phim khoa học viễn tưởng thuộc phạm vi công cộng từ những năm 1950 và 1960, chương trình đêm khuya Mecha và Monster giới thiệu các bộ phim về Kaiju và mecha. MomoCon 2009 cũng là hội chợ đầu tiên có ban nhạc biểu diễn, ban nhạc The Extraordinary Contraptions, một ban nhạc rock mang phong cách Steampunk.
Ngày 6 tháng 4 năm 2020, hội chợ MomoCon được lên lịch từ ngày 21-24 tháng 5 bị hủy bỏ do đại dịch COVID-19.
Hội chợ MomoCon 2021 theo kế hoạch sẽ diễn ra từ ngày 27-30 tháng 5 nhưng cũng bị hủy do đại dịch theo như thông báo ngày 27 tháng 2 và "sự không chắc chắn về tương lai của ngành tổ chức sự kiện cũng đẩy các sự kiện đi xa hơn trong năm dương lịch". "Winterfest by MomoCon" (lễ hội mùa đông bởi MomoCon) một sự kiện diễn ra trong hai ngày 18 và 19 tháng 12 năm 2021 với quy mô nhỏ hơn, những người tham dự được yêu cầu phải mang khẩu trang, thẻ vắc-xin COVID-19 hoặc giấy chứng nhận âm tính với COVID-19.
MomoCon 2023 không bắt buộc phải mang khẩu trang hay tiêm vắc-xin, thay vào đó hội chợ khuyến nghị mọi người mang khẩu trang trong nhà và cung cấp khẩu trang cho những ai có nhu cầu.

### Sự kiện
| Thời gian                                 | Địa điểm | Số người tham dự | Khách mời |
| ----------------------------------------- | --- | ---------------- | --- |
| Ngày 26-27 tháng 3 năm 2005               | Học viện Công nghệ Georgia - Student Center & Commons, tại thành phố Atlanta, tiểu bang Georgia | 700              | Amy-Howard Wilson, Robert 'Vaderpainter' Bean, Nightmare Armor Studios, Gamesare, Terminus Media, Kittyhawk, Jennie Breeden |
| Ngày 18-19 tháng 3 năm 2006               | Học viện Công nghệ Georgia - Student Center & Commons, tại thành phố Atlanta, tiểu bang Georgia | 1.800            | John Lotshaw, R. Dustin Kramer, Jennie Breeden, Andy Runton, Sith Vixen, Brent Allison, Amy-Howard Wilson, Bill Holbrook |
| Ngày 17-18 tháng 3 năm 2007               | Học viện Công nghệ Georgia - Student Center & Commons, Student Services Building, Tháp chuông Kessler Campanile và trung tâm giảng dạy, tại thành phố Atlanta, tiểu bang Georgia                                                       | 2.600            | Jer Alford, Brent Allison, Angry Dog Armor, Danny Ashby, Robert E. Bean, Amelie Belcher, Gina Biggs, Eirik Blackwolf, Boompy, Jennie Breeden, Jason Bullock, J Chris Campbell, Greg Carter, M. Carter, Keith Daniell, Joseph Fanning, Lee Fleming, Gamesare, Josh Hammock, Bill Holbrook, Amy Howard-Wilson, Jawaboy, Winters Knight, R. Dustin Kramer, John Lotshaw, mckenzee, Purrsia Press, Andy Runton, Matt Simpson, Ashley Vess, Sith Vixen, Angel Weber, Solikha Wright |
| Ngày 15-16 tháng 3 năm 2008               | Học viện Công nghệ Georgia - Student Center & Commons, Student Services Building, Tháp chuông Kessler Campanile và trung tâm giảng dạy, tại thành phố Atlanta, tiểu bang Georgia                                                       | 4.840            | er Alford, Brent Allison, Danny Ashby, Robert E. Bean, Gina Biggs, Anne Brunsgaard, James Burns, Christopher Carson, Steven Cummings, Bill Holbrook, Eddie "Big Tig" Humphrey, Brendan LaSalle, John Lotshaw, J. Mace, Making Mischief, Outland Armour, Sith Vixen, Jarrett Williams, Bill Winans |
| Ngày 14-15 tháng 3 năm 2009               | Học viện Công nghệ Georgia - Student Center & Commons, Student Services Building, Tháp chuông Kessler Campanile và trung tâm giảng dạy, tại thành phố Atlanta, tiểu bang Georgia                                                       | 7.200            | Jer Alford, Brent Allison, Gina Biggs, Anne Brunsgaard, Aleathia Burns, Steven Cummings, The Extraordinary Contraptions, Bill Holbrook, Imriela, Kittyhawk, John Lotshaw, Bobby Nash, Outland Armour, Reanna Remick, Seraphina, Bill Winans, Solikha Wright |
| Ngày 20-21 tháng 3 năm 2010               | Học viện Công nghệ Georgia - Student Center & Commons, Student Services Building, Tháp chuông Kessler Campanile và trung tâm giảng dạy, tại thành phố Atlanta, tiểu bang Georgia                                                       | 7.800            | Gina Biggs, Jennie Breeden, Aleathia Burns, The Extraordinary Contraptions, Mike Fahey, Gamesare, Bill Holbrook, Kittyhawk, Harrison Krix, The Man Power, Bobby Nash, Outland Armour, Bob Pendarvis, The Penny Dreadfuls, Meredith Placko, Seraphina, Matt Simpson, Bill Winans |
| Ngày 12-13 tháng 3 năm 2011               | Học viện Công nghệ Georgia - Quảng trường công nghệ (Trường cao đẳng kinh doanh Scheller), Trung tâm hội nghị và khách sạn Georgia Tech, Khách sạn Atlanta Biltmore và Khu chung cư Biltmore, tại thành phố Atlanta, tiểu bang Georgia | 10.300           | Kelly Adams, Brent Allison, Gina Biggs, Jennie Breeden, Lee Camara, Carly Dorsey, The Extraordinary Contraptions, Yaya Han (hủy), Bill Holbrook, Catherine Jones, Kittyhawk, Harrison Krix, Bryan Mon, Bobby Nash, Meredith Placko, Seraphina, Sean Taylor, Bill Winans, Charity Youngblood |
| Ngày 16-18 tháng 3 năm 2012               | Khách sạn Atlanta Marriott Marquis, tại thành phố Atlanta, tiểu bang Georgia | 8.640            | Brent Allison, Atlanta Imaginarium, Gina Biggs, Martin Billany, Jennie Breeden, Gamesare, The Gekkos, Go, Robo! Go!, Catherine Jones, Kittyhawk, Harrison Krix, Laugh Out Loud, Wendee Lee, Ellen McLain, Sketch MacQuinor, Penny Dreadful Productions, Bill Winans |
| Ngày 8-10 tháng 3 năm 2013                | Khách sạn Hilton Atlanta, tại thành phố Atlanta, tiểu bang Georgia | 12.200           | Brent Allison, Manda Bear, Martin Billany, Steven Blum, Sean Patrick Fannon, Katie George, Jennifer Hale, Yaya Han, Eric Hokanson, Catherine Jones, Sifu Kisu, Eloy Lasanta, Riki "Riddle" LeCotey, Monika Lee, Sketch MacQuinor, Mark Meer, Lindze Merritt, Marianne Miller, Cara Ann Murray, Meredith Placko Mike Reiss, Zachary Rich, Mark Zoran |
| Ngày 23-25 tháng 5 năm 2014               | Khách sạn Hilton Atlanta và khách sạn Atlanta Marriott Marquis, tại thành phố Atlanta, tiểu bang Georgia | 14.600+          | Brent Allison, Troy Baker, Dante Basco, Courtnee Draper, Katie George, Jess Harnell, Sifu Kisu, Harrison Krix, Maurice LaMarche, Cherami Leigh, Tress MacNeille, Bryce Papenbrook, Rob Paulsen, Leo "That Sci-Fi Guy" Thompson, Doug Walker, Rob Walker, Mark Zoran |
| Ngày 28-31 tháng 5 năm 2015               | Trung tâm hội nghị Georgia World Congress Center và khách sạn Omni Hotel Atlanta, tại thành phố Atlanta, tiểu bang Georgia | 22.600           | Brent Allison, Jon Bailey, Jennifer Barclay, Martin Billany, Ashly Burch, Chalk Twins, Keith David, Steve Downes, Crispin Freeman, Katie George, Charlene Ingram, Ke Jiang, Harrison Krix, Mega Ran, Lindze Merritt, Amanda C. Miller, Marianne Miller, Professor Shyguy, The Protomen, Doug Walker, Greg Weisman, Sarah Anne Williams |
| Ngày 26-29 tháng 5 năm 2016               | Trung tâm hội nghị Georgia World Congress Center và khách sạn Omni Hotel Atlanta, tại thành phố Atlanta, tiểu bang Georgia | 28.300           | Brent Allison, Irene Bedard, Martin Billany, Steven Blum, brentalfloss, Zach Callison, Chalk Twins, Mr. Creepy Pasta, Jim Cummings, Benjamin Diskin, Caleb Hyles, Catherine Jones, Harrison Krix, Riki "Riddle" LeCotey, Allyssa Lewis, Mary Elizabeth McGlynn, Erica Mendez, Matthew Mercer, Marianne Miller, Mandy "AmazonMandy" Moore, Yad-Ming Mui, Nolan North, Paige O'Hara, Laura Post, Cree Summer, The Runaway Guys, David Vincent, Doug Walker, Adam WarRock |
| Ngày 25-28 tháng 5 năm 2017               | Trung tâm hội nghị Georgia World Congress Center và khách sạn Omni Hotel Atlanta, tại thành phố Atlanta, tiểu bang Georgia | 31.132           | Brent Allison, Bit Brigade, Zach Callison, Charlet Chung, Mr. Creepy Pasta, Jonny Cruz, Michaela Dietz, Josh Grelle, Samantha Inoue-Harte, Taliesin Jaffe, Jerry Jewell, Catherine Jones, Harrison Krix, Maurice LaMarche, Brendan LaSalle, Allyssa Lewis, Matthew Mercer, A New World, Rob Paulsen, Marisha Ray, The Runaway Guys, Fred Tatasciore, J. Michael Tatum, Mark Zoran. |
| Ngày 24-27 tháng 5 năm 2018               | Trung tâm hội nghị Georgia World Congress Center và khách sạn Omni Hotel Atlanta, tại thành phố Atlanta, tiểu bang Georgia | 35.400           | Akidearest, The Anime Man, Troy Baker, Bit Brigade, brentalfloss, Kimberly Brooks, SungWon Cho, Richard Epcar, Crispin Freeman, Barbara Goodson, Haiden Hazard, Caleb Hyles, Catherine Jones, Christopher Jones, Josh Keaton, Harrison Krix, Monika Lee, Josh Martin, Carey Means, Misty/Chronexia, Nolan North, Octopimp, Chris Parson, Chris Rager, Arnie Roth, Chris Sabat, Sean Schemmel, Emily Schmidt, Justin Sevakis, SUDA51, The Triforce Quartet, Kari Wahlgren, Hiromi Wakabayashi, Elise Zhang. |
| Ngày 23-26 tháng 5 năm 2019               | Trung tâm hội nghị Georgia World Congress Center và khách sạn Omni Hotel Atlanta, tại thành phố Atlanta, tiểu bang Georgia | Hơn 39.000       | Adam Bryce Thomas, A7L PROPS, Adam Nusrallah, Adriana Figueroa, Amy Chu, April Borchelt, Ronald B. Seaman Jr. (Aracknoid3 Cosplay), Asheru, BeeNerdish, Benjamin Byron Davis, Bit Birgade, Brain ScratchComms, Brendan J. LaSalle, Brenden Fletcher, Caleb Hyles, Carolina Ravassa, Casey Renee Cosplay, Catherine Jones (GSTQ Fashions), Charles Martinet, Chris Miller, Cosplay Collective, CutiePieSensei, DAGames, Dan Salvato, Dave Silva, David and Alex Harmer, Deans Lyst, Dedren Snead, Deedee Magno Hall, dj-jo, Donny Cates, Estelle, Fabrice Sapolsky, Jules Conroy (FamilyJules), Dustin Fletcher (Flashfletch Cosplay), Gabi, Gaku Space, Gigguk, Go Big or Go Home Cosplay, Grant, Greg Burnham, Hiroaki Yura, Hoyt Silva, Jarman Props, Jim Mahfood, Jonah Levy, Jonny Cruz, JT Music, Justin Briner, Kamikaze, Keith Silverstein, Kenji Kamiyama, Kenny James, Kyle Starks, Laura Martin, Lee "Fev" Camara-Smith, Luci Christian, Maki Terashima-Furuta, Marcus Williams, Matt Silva, Matt Wilson, Mckenzie Atwood, Megan Hutchinson, Michaela Dietz, Mikal Mosley, Mike Salcedo, Monica Rial, Mr. CreepyPasta, Myuu: Dark Piano, OR30, Overworld Designs, Patrick Warburton, Pixelbash Props, Sungwon Cho, rabbidluigi, Rebel Taxi, Reuben Langdon, Rico Renzi, Robert Wilson, Roger Clark, Samantha Kelly, Shingo2, Shinji Aramaki, Spatcave Studios, Steve Blum, Substantial, Suda 51, Supergiant Games, Susan Egan, Sydsnap, Talynn Kel, The NPC Collective, The Runaway Guys, Jerod Collins (The8BitDrummer), Thrill Builds, Tim Effler, Tony Anselmo, Tony Weaver, Tracy Yardley, Vivienne M. (Vivziepop), Volpin Props, Zach Callison |
| Ngày 21-24 tháng 5 năm 2020               | Trung tâm hội nghị Georgia World Congress Center, tại thành phố Atlanta, tiểu bang Georgia | Hủy              | Chalk Twins, Greg Cipes, Justin Cook, Mr. Creepy Pasta, Hayden Daviau, Bill Farmer, Catherine Jones, Phil LaMarr, Brendan LaSalle, Jason Marsden, Charles Martinet, Scott Menville, Nerds Know, Khary Payton, Alejandro Saab, Christopher Sabat, Fred Tatasciore, The Triforce Quartet, Hynden Walch, Christopher Wehkamp |
| Ngày 27-30 tháng 5 năm 2021               | Trung tâm hội nghị Georgia World Congress Center, tại thành phố Atlanta, tiểu bang Georgia | Hủy              | |
| Ngày 18-19 tháng 12 năm 2021 (Winterfest) | Trung tâm hội nghị Georgia World Congress Center, tại thành phố Atlanta, tiểu bang Georgia |                  | Steve Blum, Caleb Hyles, Zeno Robinson, Billy West, PopCultHQ |
| Ngày 26-29 tháng 5 năm 2022               | Trung tâm hội nghị Georgia World Congress Center, tại thành phố Atlanta, tiểu bang Georgia |                  | Zach Aguilar, Richie Branson, Chalk Twins (hủy), SungWon Cho, Greg Cipes, Colleen Clinkenbeard, Justin Cook, Claire Margaret Corlett, Mr. Creepy Pasta, Hayden Daviau, Steve Downes, Bill Farmer, Kellen Goff, Carl Gustav Horn, Caleb Hyles, Bret Iwan, Catherine Jones, Harrison Krix, Phil LaMarr, Brendan LaSalle, Jason Marsden, Charles Martinet, David Matranga, Mega Ran, Lindze Merritt, Michaela Jill Murphy, Nerds Know, Emily Neves, OR3O, Khary Payton, Casey Renee, Alejandro Saab, Jonah Scott, Substantial, Fred Tatasciore, Jen Taylor, The Triforce Quartet, Christopher Wehkamp, Steve Whitmire |
| Ngày 25-28 tháng 5 năm 2023               | Trung tâm hội nghị Georgia World Congress Center, tại thành phố Atlanta, tiểu bang Georgia |                  | Adassa, Johnny Yong Bosch, Justin Briner, Griffin Burns, Ray Chase, Robbie Daymond, Grey DeLisle, The Living Tombstone, Yuri Lowenthal, Adam McArthur, Brandon McInnis, Max Mittelman, Tara Platt, Megan Shipman, Kaiji Tang, J. Michael Tatum, Anne Yatco |

## Các sự kiện ngoại vi/MomoCon on Tour

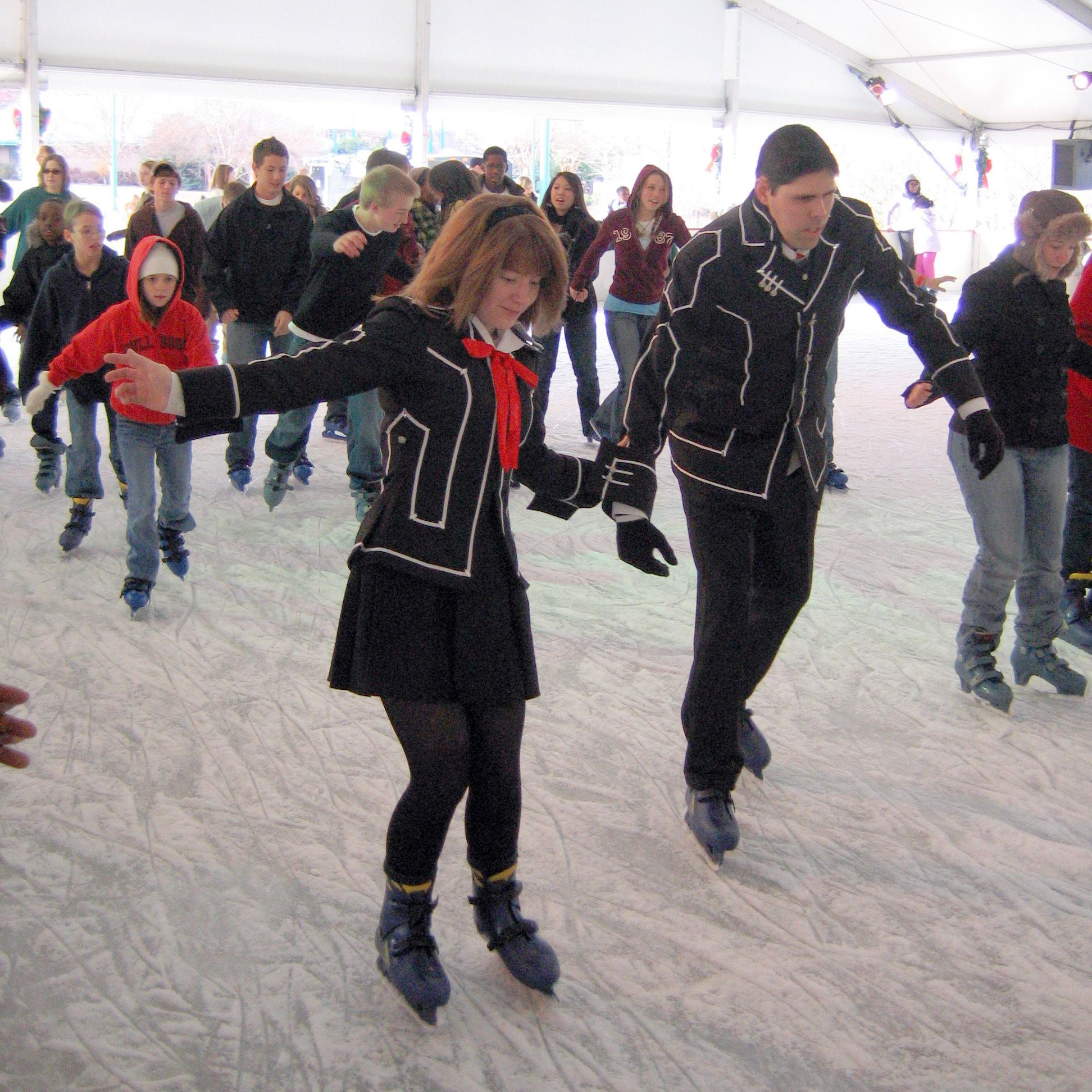
Những người cosplay tại sự kiện "Cosplayers on Ice" (Những người cosplay trên băng) tại MomoCon 2008

MomoCon cũng tài trợ cho các sự kiện địa phương nhằm nâng cao nhận thức về hội chợ và văn hóa Nhật Bản. Anime O-Tekku đã bắt đầu truyền thống này bằng việc mang nhiều bộ phim và các buổi tụ họp đến khuôn viên của học viện Công nghệ Georgia và thành phố Atlanta, sau đó MomoCon tiếp tục truyền thống đó.
- Đêm Riki-Oh tại Georgia Tech năm 2005: MomoCon giúp về mặt nhân sự và tài trợ tài chính cho liên hoan phim văn hóa Georgia Tech thường niên và giải đấu trò chơi Super Smash Brothers Melee, sự kiện Riki-Oh Night. Hội chợ tài trợ một phần cho biểu ngữ quảng cáo và giải thưởng cho giải đấu.
- Tour Chụp hình năm 2006-2017: MomoCon on Tour tổ chức các buổi chụp ảnh quanh vùng đông nam kể từ năm 2006, gồm hai buổi chụp hình ở Savannah (một ở đảo Tybee), ba buổi chụp hình ở tiểu bang South Carolina, một buổi chụp hình Halloween theo chủ đề thây ma ở Perry, GA, các buổi chụp hình chung với hội chợ Middle Tennessee Anime Convention và hội chợ Anime Weekend Atlanta lần lượt ở thành phố Chattanooga và hội trường Rhodes ở Atlanta.
- Lễ hội trò chơi năm 2009-2010, 2012-2014: MomoCon tổ chức một lễ hội trò chơi mùa hè và mùa đông tại trung tâm sinh viên của học viện công nghệ Georgia. Sự kiện gồm các hoạt động như trò chơi bàn cờ, thẻ bài, nhập vai và các trò chơi cổ điển.
- Cosplayer trên băng năm 2007-2016: diễn ra vào tháng 12 hàng năm, MomoCon on Tour chào đón những người tham dự sự kiện Cosplayer trên băng.
- Chụp ảnh chủ đề Steampunk năm 2008: ngày 24 tháng 5 năm 2008, MomoCon kết hợp cùng Peach State Cosplay Society tổ chức buổi chụp hình theo phong cách Steampunk trong khuôn viên học viện công nghệ Georgia, tận dụng một số địa điểm có kiến trúc độc đáo trong khuôn viên trường, buổi chụp hình mở cửa cho mọi đối tượng.
- Vũ hội MomoCon mùa đông năm 2008-2015: Một sự kiện vũ hội bán chính thức mùa đông hàng năm. Ở đó có đồ trang trí mùa đông, DJ chơi các giai điệu trò chơi điện tử/anime có thể khiêu vũ, nhạc pop cổ điển, rock, dàn nhạc big band, lounge và jazz.
- Vũ hội MomoCon từ thiện mùa hè năm 2008-2010, 2012-2014: Một vũ hội bán chính thức diễn ra vào mùa hè, tất cả số tiền thu được sẽ đóng góp cho tổ chức Susan G. Komen nhằm nâng cao nhận thức về bệnh ung thư vú.
- Lễ hội hóa trang chạng vạng năm 2015, Vũ hội pha lê năm 2017: MomoCon tổ chức (Vũ hội pha lê cùng hội chợ Dragon Con) sự kiện hóa trang chính thức vào năm 2015 và 2017 tại phòng khiêu vũ Oceans của thủy cung Georgia.
- Winterfest: diễn ra trong tháng 12 năm 2021, một sự kiện quy mô nhỏ để thay thế MomoCon 2021 bị hủy do đại dịch COVID-19.[37]